# Ira Allen
Ira Allen (Cornwall, 21 aprile 1751 – Filadelfia, 7 gennaio 1814) è stato un generale e politico statunitense.
Fratello di Ethan, fu membro della Convenzione di Windsor, che nel 1777 proclamò l'indipendenza dalla Gran Bretagna di quello che poi sarebbe diventato lo Stato americano del Vermont.
Rappresentò il territorio nelle trattative per il riconoscimento ufficiale della sua autonomia. Ha lasciato una The natural and political history of the State of Vermont, pubblicata nel 1798.
Massone, fu membro della Vermont Lodge No. 1 di Charleston, New Hampshire.